# 1928年アムステルダムオリンピックのチリ選手団
1928年アムステルダムオリンピックのチリ選手団（1928ねんアムステルダムオリンピックのチリせんしゅだん）は、1928年7月28日から8月12日にかけてオランダのアムステルダムで開催された1928年アムステルダムオリンピックのチリ選手団、およびその競技結果。

## 概要
今大会は銀メダル1個の合計1個のメダルを獲得した。
陸上男子マラソンでマヌエル・プラサが銀メダルを獲得、チリにオリンピック初のメダルをもたらした。

## メダル
| メダル | 選手名           | 競技 | 種目         |
| ------ | ---------------- | ---- | ------------ |
| 銀     | マヌエル・プラサ | 陸上 | 男子マラソン |